# كاش (عملة صينية)
كان الكاش نوعًا من العملات المعدنية في الصين والمجال الثقافي لشرق آسيا، واُستُخدِمَت منذ القرن الرابع قبل الميلاد حتى القرن العشرين الميلادي، وتتميز بشكلها الخارجي المستدير وثقبها المركزي المربع (بالصينية: 方穿؛ البينيين: fāng chuān؛ يتبنغ: fong1 cyun1؛ بي-ويه-جي: hong-chhoan) 大子). سُكَّت هذه العملات المعدنية في الأصل خلال حقبة الممالك المتحاربة، واستمر استخدامها في جميع أنحاء الإمبراطورية الصينية. سُكَّت آخر العملات النقدية الصينية في السنة الأولى لجمهورية الصين. بشكل عام، كانت معظم العملات النقدية مصنوعة من سبائك النحاس أو البرونز، مع استخدام العملات المصنوعة من الحديد، والرصاص، والزنك بشكل أقل في بعض الأحيان طوال التاريخ الصيني. كما أُنتِجَت عملات كاش نادرة من الفضة والذهب. خلال معظم إنتاجها، كانت عملات الكاش سك العملات المعدنية، ولكن خلال أواخر عهد أسرة تشينغ، بدأت صناعة العملات النقدية التي تُصنع باستخدام الآلات ‏. وبما أن عملات الكاش التي أُنتِجَت عبر التاريخ الصيني كانت متشابهة، فقد استمرت عملات الكاش التي يعود تاريخها إلى ألف عام والتي أُنتِجَت خلال عهد أسرة سونغ الشمالية في التداول كعملة صالحة حتى أوائل القرن العشرين.

## مصطلحات
يأتي المصطلح الإنجليزي كاش (cash)، الذي يشير إلى العملة المعدنية، من الكلمة البرتغالية caixa والتي اشتُقت من كلمة kāsu التاميلية، وهي وحدة نقدية جنوب هندية مشتقة من وحدة وزن الفضة والذهب السنسكريتية karsa. اُستُخدِمَ الاسم الإنجليزي للعملات النحاسية الصغيرة الصادرة في الهند البريطانية، كما اُستُخدِمَ أيضًا للعملات النحاسية ذات القيمة الصغيرة المماثلة في الصين.
الكلمة الإنجليزية كاش (cash) والتي تعني "عملة ملموسة" هي كلمة قديمة غير ذات صلة، مشتقة من الكلمة اللغة الفرنسية الوسطى caisse، والتي تعني "صندوق النقود".
هناك مجموعة متنوعة من المصطلحات الصينية للعملات النقدية، وعادة ما تكون وصفية وتتضمن في أغلب الأحيان الحرف qián ( (بالصينية: 錢؛ البينيين: qián) 田分). ) وتعني "المال". العملة الصينية qián هي أيضًا فئة عملة مشتقة من الوزن في الصين؛ وتُسمى mace في اللغة الإنجليزية.

## تاريخ

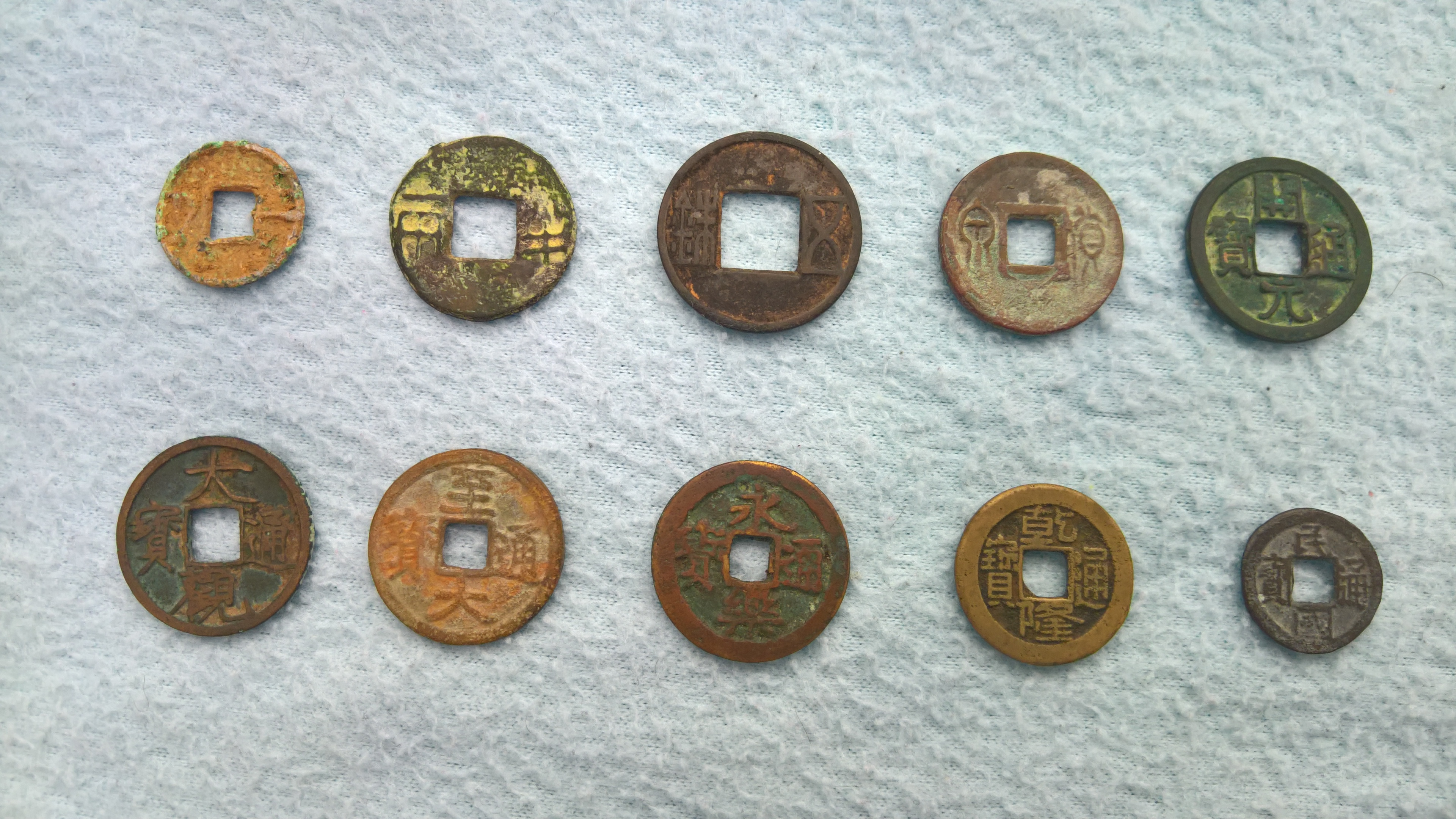
عملات نقدية سُكَّت بين عام 330 قبل الميلاد وعام 1912 ميلادي.

### الصين القديمة
نشأت العملات النقدية الصينية من مقايضة أدوات الزراعة والفوائض الزراعية. حوالي عام 1200 قبل الميلاد، بدأ استخدام المجارف الرمزية الأصغر حجمًا، والمعازق، والسكاكين لإجراء تبادلات أصغر حجمًا مع العملات الرمزية التي صُهِرَت لاحقًا لإنتاج أدوات زراعية حقيقية. اُستُخدِمَت هذه العملات الرمزية كوسيلة للتبادل في حد ذاتها وكانت تُعرف باسم نقود المجرفة أموال السكين.

### الصين الامبراطورية

#### المقالة الرئيسة:Ancient Chinese coinageمن أسرة تشين إلى أسرة سوي
مع تطور العملات المعدنية الدائرية القياسية بعد توحيد الصين على يد تشين شي هوانغ، كان الشكل الأكثر شيوعًا هو العملة النحاسية ذات الشكل الدائري مع وجود ثقب مربع أو دائري في المنتصف، وهو النموذج الأولي للعملة النقدية. يُقال إن العملات النقدية المبكرة بان ليانغ  كانت تُصنع على شكل عجلات، على غرار أشكال العملات الصينية القديمة الأخرى التي تشبه الأدوات الزراعية. من المعتقد عمومًا أن العملات المعدنية المستديرة المبكرة في حقبة الممالك المتحاربة تشبه دوائر اليشم القديمة (璧環) التي ترمز إلى الشكل الدائري المفترض للسماء، بينما يُقال إن الثقب المركزي في هذا القياس يمثل كوكب الأرض (天圓地方). كان يُطلق على جسم هذه العملات المعدنية الدائرية المبكرة اسم "الجسد" (肉) وكان الثقب المركزي يُعرف باسم "الجيد" (好).
مكّنت هذه الفتحة من ربط العملات المعدنية معًا لإنشاء فئات أعلى، كما كان يحدث في كثير من الأحيان بسبب القيمة المنخفضة للعملة المعدنية. عدد القطع النقدية في سلسلة من الكاش (بالصينية المبسطة: 一贯钱؛ بالصينية التقليدية: 一貫錢؛ البينيين: yīguànqián) يختلف عبر الزمان والمكان ولكنه كان اسميًا 1000. يُتداول تايل من الفضة الخالصة في شكل سيسي بسعر متقلب يبلغ حوالي 1000. قُسِّمَت سلسلة من الكاش إلى عشرة أقسام، كل قسم يحتوي على 100 كاش. كانت العادة المحلية تسمح للشخص الذي يقوم بربط الخيوط بأخذ مبلغ كاش واحد أو بضعة كاشات من كل مائة مقابل جهده (واحد، اثنان، ثلاثة أو حتى أربعة في بعض الأماكن). وبالتالي، يمكن لسلسلة من النقود أن تحتوي على 970 عملة معدنية في مدينة واحدة و990 في المدينة التالية. في بعض الأماكن في شمال الصين، حيث كان هناك نقص في العملة، كان العرف يحسب الكاش الواحد على أنها اثنان، وكان يُستبدل ما هو أقل من 500 كاش بأونصة من الفضة. كان وزن سلسلة من النقود يزيد عن عشرة أرطال، وكان يُحمل عادة على الكتف. (انظر كتاب هوشع مورس "التجارة والإدارة في الإمبراطورية الصينية" ص 130 وما يليها) كانت العملات الورقية المعادلة المعروفة باسم الكاش الطائر ‏ تظهر أحيانًا صورًا لعدد مناسب من عملات الكاش المربوطة معًا.
بعد عملات بان ليانغ النقدية، قدمت أسرة هان عملات سان تشو النقدية والتي اُستُيدِلَت في عام 118 قبل الميلاد بعملات وو تشو النقدية. عُلِّقَ إنتاج عملات وو تشو النقدية لفترة وجيزة في عهد أسرة شين في عهد وانغ مانغ، ولكن بعد إعادة تأسيس أسرة هان، استؤنف إنتاج عملات وو تشو النقدية، واستمر تصنيعها لفترة طويلة بعد سقوط أسرة هان الشرقية لمدة 500 عام أخرى. انتهى سك العملة نهائيًا في عام 618 مع تأسيس أسرة تانغ. سُكَّت عملات وو تشو النقدية من عام 118 قبل الميلاد إلى عام 618 بعد الميلاد بفترة زمنية تبلغ 736 عامًا، وهي الأطول لأي عملة في تاريخ البشرية.

#### من أسرة تانغ إلى أسرة تشينغ
قدمت أسرة تانغ عملة كايوان تونغباو،  والتي أثرت على نقوش العملات النقدية، سواء داخل الصين أو خارجها، والتي سُكَّت من هذه الفترة فصاعدًا.
قام الكوريون،  واليابانيون،  والريوكيويون،  والفيتناميون  بصنع نقود نحاسية خاصة بهم في النصف الأخير من الألفية الثانية على غرار تلك التي استخدمتها الصين.
كانت العملات النقدية الصينية تُصنع عادةً من سبائك النحاس طوال معظم تاريخ الصين، وقبل عام 1505 كانت تُصنع عادةً من البرونز، ومنذ عام 1505 فصاعدًا كانت تُصنع في الغالب من النحاس الأصفر. 
صرح المؤرخ الصيني بينغ شينوي ‏ أنه في عام 1900، لم تشكل العملات النقدية التقليدية المصنوعة من سبائك النحاس سوى 17.78% من إجمالي مخزون العملة الصينية، بينما شكلت الأوراق النقدية المنتجة بشكل خاص 3% فقط، وشكلت دولارات التجارة الأجنبية المتداولة في الصين (والتي تضمنت في الغالب البيزو المكسيكي الفضي) 25% من إجمالي مخزون العملة الصينية بحلول عام 1900.   إن سياق العملات النقدية الصينية التقليدية في الاقتصاد الصيني خلال القرن العشرين ومرحلتها الأخيرة في تاريخ العملة الصينية يمكن مقارنته بسياق أنظمة العملة المتعددة المستويات في أوروبا الغربية المستخدمة قبل دار سك النقود التي تعمل بالبخار، والعملات المسكوكة، وعملات الدول القومية الإقليمية بين القرنين الثالث عشر والثامن عشر. وتزعم هيلين دنستان أن النظام السياسي الصيني في أواخر العهد الإمبراطوري كان أكثر انشغالاً بالحفاظ على الاحتياطيات الوطنية من الحبوب وجعل أسعار الحبوب في متناول الشعب الصيني، وكان لابد من النظر إلى اهتمام حكومة أسرة تشينغ بسعر صرف النحاس والفضة في هذا الضوء.
سُكَّت آخر العملات النقدية الصينية، ولم تُصَب، في عهد إمبراطوري تشينغ جوانجشو وشوانتونغ قبل وقت قصير من سقوط الإمبراطورية في عام 1911، على الرغم من أن الإنتاج استمر لفترة وجيزة في ظل جمهورية الصين حتى بعد سقوط أسرة تشينغ.

### العملات النقدية بعد سقوط الإمبراطورية

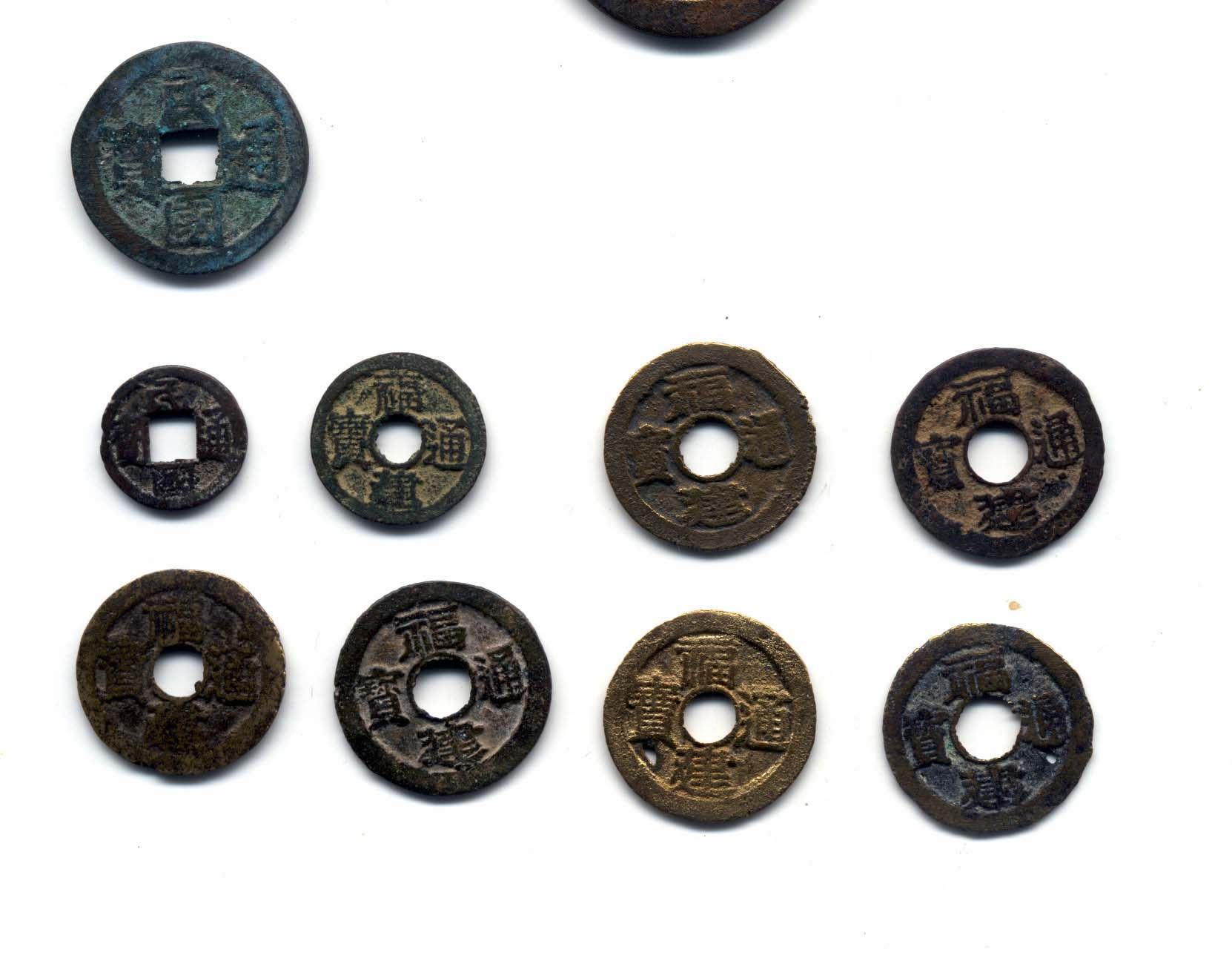
عملات نقدية مختلفة صدرت في بداية عهد جمهورية الصين.

بعد سقوط إمبراطورية تشينغ، استمر الإنتاج المحلي للعملات النقدية، بما في ذلك " Minguo Tongbao [خطأ: تحقق من وسيط ورمز اللغة] " " (民國通寶) عملات معدنية في عام 1912، ولكن أُزيلت تدريجياً لصالح العملات المعدنية الجديدة القائمة على اليوان. أثناء المحاولة القصيرة التي قام بها يوان شيكاي لتولي الحكم الملكي كإمبراطورية للصين، ورد سَك عملات نقدية تجريبية كجزء من سلسلة "هونج شيانج تونج باو" (洪憲通寶) في عام 1916 ولكن لم تُتَداول. خلال الفترة الجمهورية، أُنتِجَت عملات نقدية تحمل نقش فوجيان تونغباو (福建通寶) في فوجيان، وكانت تحمل فئات 1 وين و2 وين. أُلقيت عملات تجريبية أيضاً مع فوجيان شينغ زاو (بالصينية: 福建省造)، مين شينغ تونغ يونغ (بالصينية التقليدية: 閩省通用؛ بالصينية المبسطة: 闽省通用)، وفوجيان تونغ باو مع نقش عكسي لـ Er Wen Sheng Zao (بالصينية: 二文省造) لكن لم تُتَداول مطلقًا. استمر استخدام العملة المعدنية بشكل غير رسمي في الصين حتى منتصف القرن العشرين.

## التصنيع

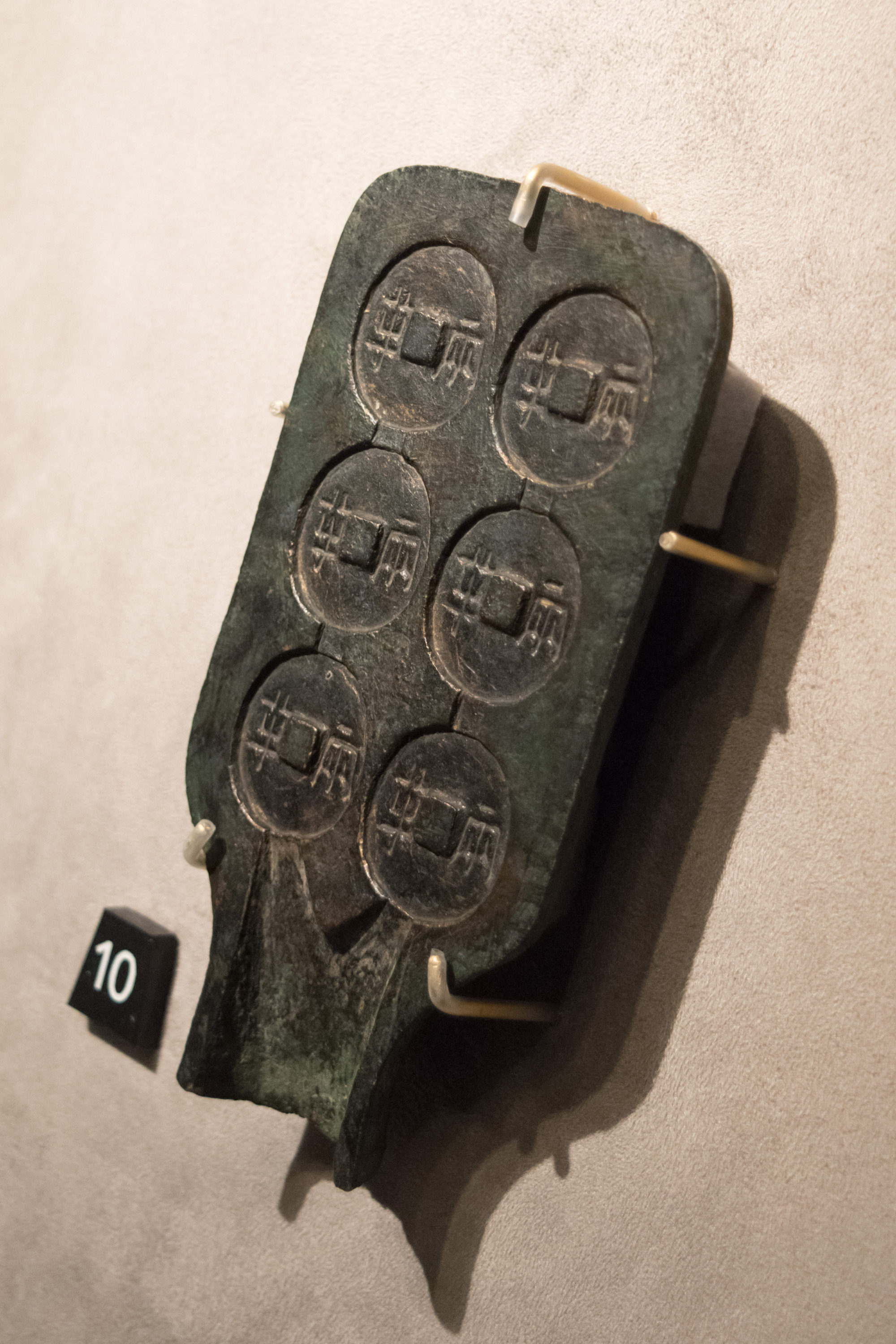
قالب برونزي لسك عملات بان ليانغ، اُستُخدِمَ القالب خلال فترة الدول المتحاربة (475-221 قبل الميلاد) من قبل دولة تشين، من حفريات في ، باوجي، شنشي.

تقليديا، كانت العملات النقدية الصينية تُصب في النحاس، أو النحاس الأصفر، أو الحديد. في منتصف القرن التاسع عشر، كانت العملات المعدنية مصنوعة من 3 أجزاء من النحاس وجزئين من الرصاص.[أين؟] أُنتِجَت العملات بشكل دوري ولكنها كانت نادرة إلى حد كبير. ومن المعروف أيضًا أن العملات الذهبية المصبوبة موجودة ولكنها نادرة للغاية.

### طُرُق الصب المبكرة
خلال فترة أسرة زو، كان أسلوب صبّ العملات يعتمد على نحت الحروف الفردية للعملة مع شكلها العام على قالب مصنوع من حجر الصابون أو الطين. وتتضمن عملية الصبّ في هذه القوالب وضع جزأين من القالب معًا، ثم وضع نواة القالب في الجزء العلوي، وبعد ذلك يصبّ الحدادون المعدن المصهور في فتحة تشكّلها تجويف في وسط القالب. وبسبب عدم وجود نموذج سابق، تظهر العملات الصينية القديمة بتنوع كبير، حتى داخل السلسلة الواحدة من العملات، حيث صيغت باستخدام قوالب مختلفة وغير مترابطة تحمل النقوش ذاتها.
خلال عهد أسرة هان، من أجل تحقيق الاتساق في العملات المتداولة، صُنِعَت قوالب برونزية رئيسية لاستخدامها كأساس لقوالب نقدية أخرى.

### طرق التصنيع اللاحقة

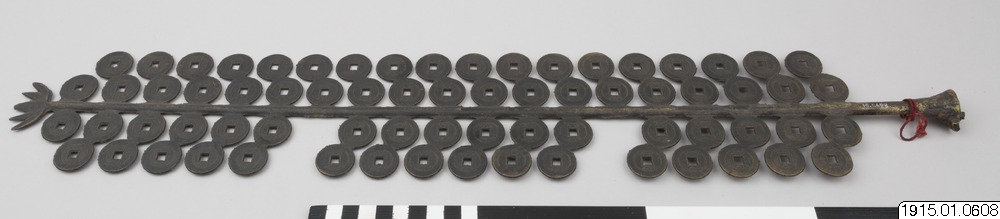
"شجرة العملات" المستخدمة في صنع العملات النقدية

ابتداءً من القرن السادس الميلادي وما بعده، صُبَّت "عملات الأم" الجديدة ( mǔ qián母錢) كأساس لإنتاج العملات المعدنية. وقد نُقِشَت على معادن يسهل التعامل معها عمومًا مثل القصدير. صُبَّت العملات المعدنية في قوالب رملية. وُضِعَ الرمل الناعم الرطب في مستطيلات مصنوعة من خشب الكمثرى، وأُضيفت كميات صغيرة من الفحم وغبار الفحم لتحسين العملية، حيث كان بمثابة صهارة. وُضِعَت العملات المعدنية الأم على الرمال، وَوُضِعَ إطار آخر من خشب الكمثرى فوق العملة المعدنية الأم. سُكِبَ المعدن المنصهر من خلال مدخل منفصل شُكِّل عن طريق وضع قضيب في القالب. تُكَرَّر هذه العملية 15 مرة، ثم يُسكب المعدن المنصهر. بعد أن يبرد المعدن، تُستخرج "شجرة العملة" ( qián shù錢樹) من القالب (الذي سيُدَمَّر بسبب هذه العملية). ستُخرَج العملات المعدنية من الشجرة وتُضَع على قضبان مربعة طويلة لتقريب حوافها، وغالبًا ما تُضَع مئات العملات المعدنية في وقت واحد. بعد هذه العملية، تُربط العملات المعدنية معًا وتُطرَح للتداول.
في كوريا، تُعرف العملات النقدية باسم yeopjeon (葉錢، "عملات ورقية") بسبب شبهها بالأوراق على فرع عندما تُصَب في القالب.
ابتداءً من عام 1730 خلال عهد أسرة تشينغ، لم تعد العملات الأم تُنقش بشكل منفصل بل اُشتُقَّت من "العملات الأصلية" ( zǔ qián祖錢). وفي نهاية المطاف أدى هذا إلى مزيد من التوحيد بين العملات الصينية المصبوبة منذ تلك الفترة فصاعدا. ستُستَخدم عملة أصلية واحدة لإنتاج عشرات الآلاف من العملات الأم؛ كل واحدة منها بدورها تُستَخدم لتصنيع عشرات الآلاف من العملات النقدية.

### العملات المعدنية المسكوكة آليًا

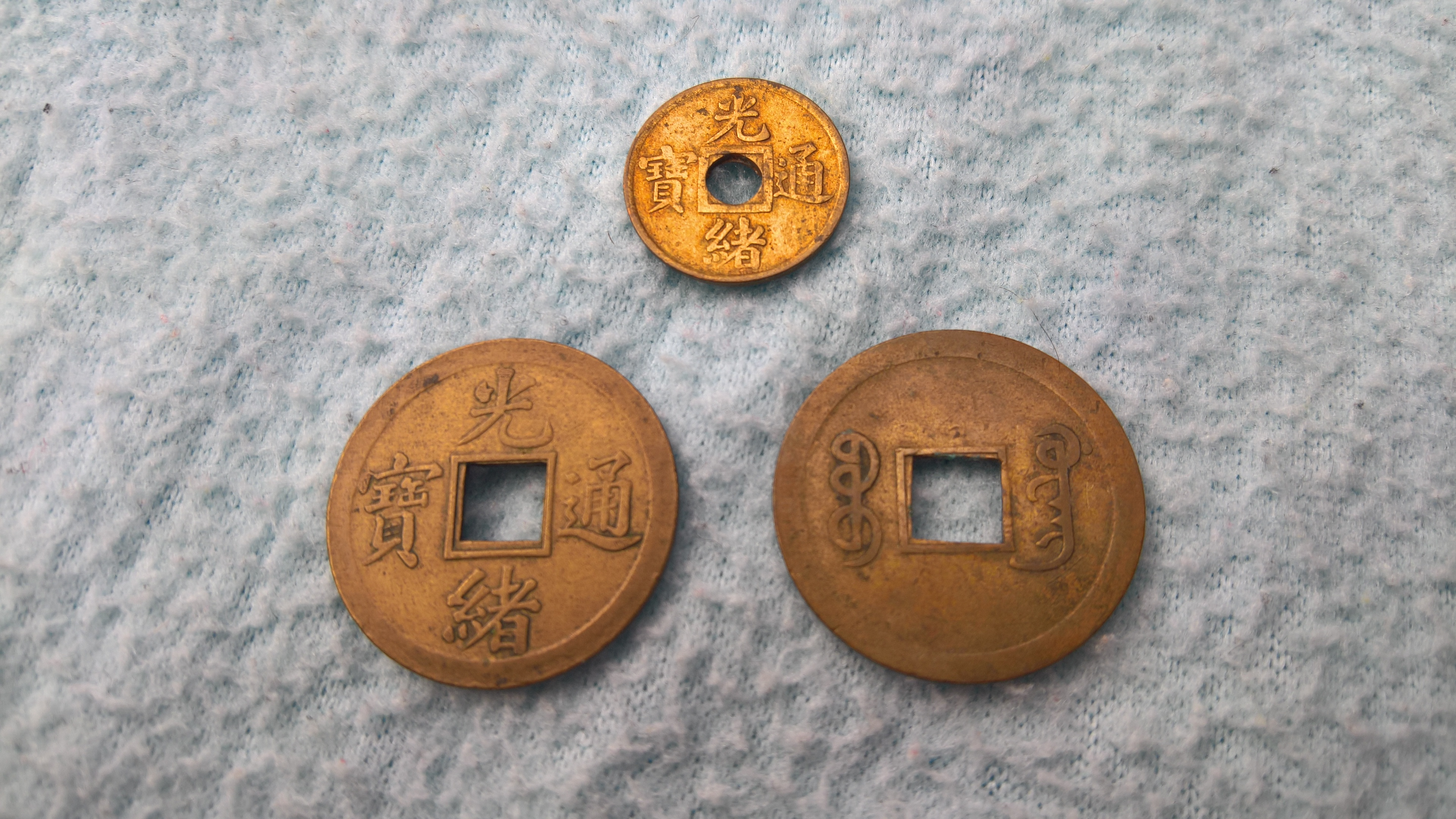
عملات نقدية سُكَّت آليًا وأصدرت في عهد الإمبراطور جوانجشو في غوانجو، غوانغدونغ.

خلال أواخر عهد أسرة تشينغ تحت حكم الإمبراطور جوانجشو في منتصف القرن التاسع عشر، أُنتِجَت أول عملات نقدية تُسَك نحت العملة المعدنية ‏، ومنذ عام 1889، اُفتُتِح دار سك النقود التي تعمل بالآلات في غوانجو، غوانغدونغ، حيث ستُنتَج غالبية العملات النقدية التي تُسَك بالمكائن. تميل العملات النقدية المصنوعة آليًا إلى أن تكون مصنوعة من النحاس بدلاً من النحاس الأكثر نقاءً كما كانت العملات المعدنية المصبوبة غالبًا، وفي وقت لاحق انخفض محتوى النحاس في السبائك بينما اُستُخدِمَت المعادن الأرخص مثل الرصاص والقصدير بكميات أكبر مما أعطى العملات المعدنية صبغة صفراء. كان من بين التأثيرات الأخرى لنقص النحاس المعاصر أن بدأت حكومة تشينغ في استيراد عملات كورية بقيمة 5 فَن وسَكِّها بـ"10 كاش".
كان إنتاج عملات الكاش المسكوكة آليًا في الصين في عهد تشينغ متزامنًا مع إنتاج عملات نغوين النقدية الفرنسية الهندوصينية التي سُكَّت آليًا، ولكن على عكس الصين، أصبحت العملات النقدية المسكوكة شائعة في نهاية المطاف في الهند الصينية الفرنسية مع عملة خاي دينه ثونغ باو (啓定通寶).

## النقوش والفئات

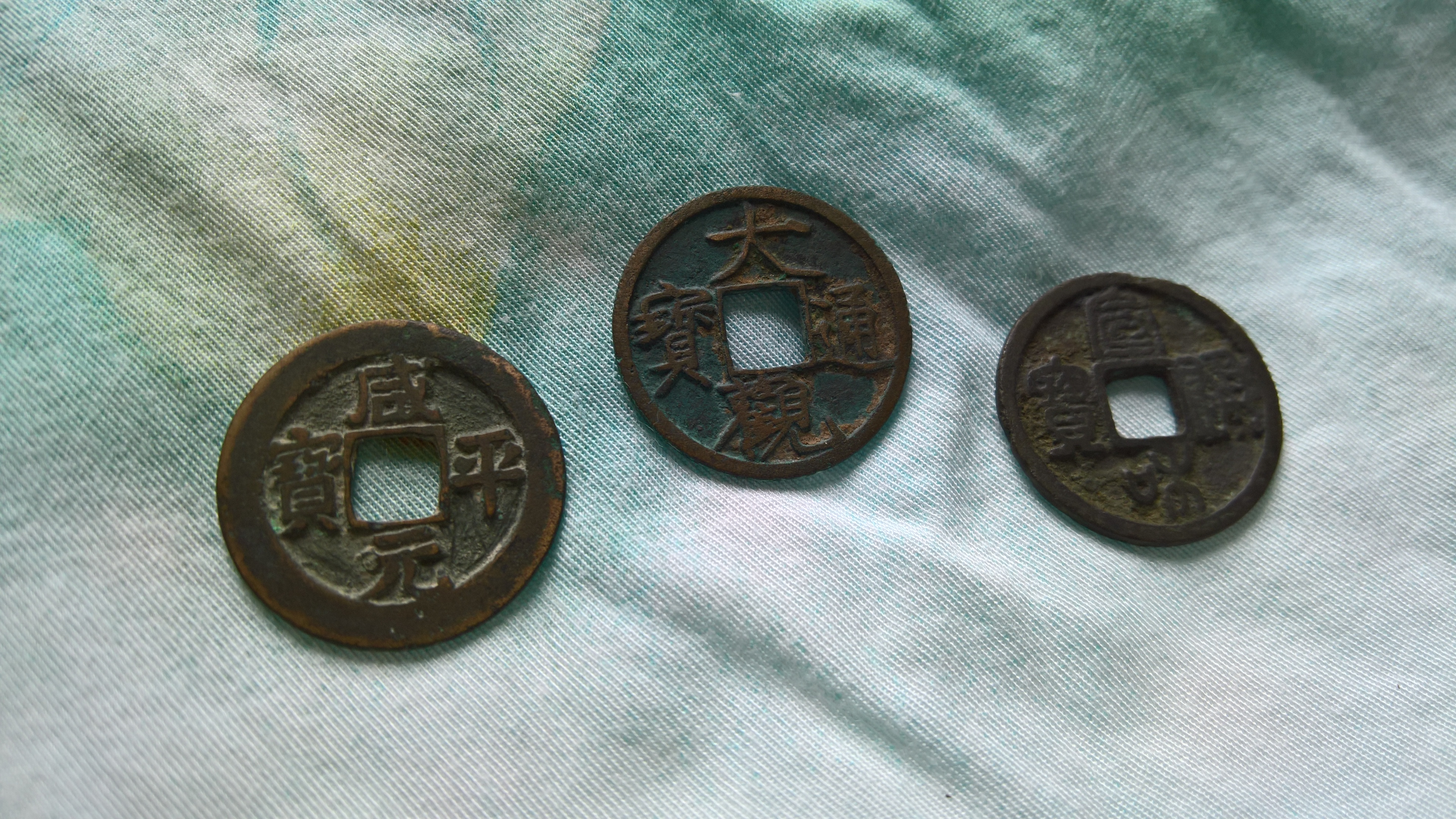
ثلاث عملات نقدية مختلفة من عهد أسرة سونغ الشمالية، العملة الأولى مكتوبة في اتجاه عقارب الساعة بينما العملات الأخرى مكتوبة من الأعلى إلى الأسفل إلى اليمين إلى اليسار، والعملتان الأولى والثانية مكتوبتان بينما العملة الثالثة مكتوبة.

كانت الفئات القياسية الأولى للعملات النقدية تعتمد نظريًا على وزن العملة وكانت على النحو التالي:
- 100 حبة من الدخن 1 تشو (بالصينية: 銖؛ البينيين: zhū)
- 24 تشو = 1 تايل (بالصينية: 兩؛ البينيين: liǎng)

كانت الفئات الأكثر شيوعًا هي بان ليانغ (بالصينية: 半兩؛ البينيين: bànliǎng) و 5 تشو (بالصينية: 五銖؛ البينيين: wǔ zhū)، وهذه الأخيرة هي الفئة الأكثر شيوعًا من العملات في تاريخ الصين.
من عهد زو إلى عهد أسرة تانغ، كانت كلمة quán (泉) تُستخدم عادةً للإشارة إلى العملات النقدية، إلا أنها لم تكن وحدة نقدية حقيقية ولكنها ظهرت في نقوش العديد من العملات النقدية، وفي ولاية يان كانت عملاتهم النقدية مقومة إما بـ huà (化) أو huò (貨) مع كون الحرف الصيني "化" هو شكل مبسط من "貨" بدون "貝". غالبًا ما كان يُخلط بين هذا الحرف و dāo (刀) نظرًا لحقيقة أن هذه النسخة المبكرة من الحرف تشبهه وكانت أموال السكين تُستخدم في يان، ومع ذلك فإن أصل مصطلح huò كوحدة عملة هو لأنه يعني "التبادل" ويمكن تفسيره على أنه تبادل الأموال مقابل السلع والخدمات. من عهد أسرة جين حتى عهد أسرة تانغ، كان مصطلح وين (文)، ومع ذلك فإن مصطلح وين الذي يُترجم غالبًا إلى الإنجليزية على أنه نقد، ظل يُستخدم كوحدة محاسبية للأوراق النقدية وفي وقت لاحق للعملات النحاسية الأكبر حجمًا لقياس عدد العملات النقدية التي تساويها.
في عام 666 م، دخل نظام جديد للأوزان حيز التنفيذ حيث اُستُبدِل الزو بالهراوة ( qián ) حيث تساوي 10 هراوات تيل واحد. كانت فئات الهراوات منتشرة في كل مكان لدرجة أن الكلمة الصينية qián أصبحت تُستخدم ككلمة عامة للمال. كما اُستُخدِمَت وحدات قياس صينية ‏ تقليدية أخرى، وهي أقسام أصغر من التايل، كفئات عملة للعملات النقدية.
لم يكن لدى الغالبية العظمى من العملات النقدية فئة محددة على وجه التحديد، بل كانت تحمل بدلاً من ذلك اسم عصر ‏ الإمبراطور المصدر وعبارات مثل تونغباو (بالصينية: 通寶؛ البينيين: tōngbǎo؛ بالترجمة الحرفية 'general currency') أو zhongbao (بالصينية: 重寶؛ البينيين: zhòngbǎo؛ بالترجمة الحرفية '�مل', '� ', '�قيل', '�').
كانت عملات سلالة تشينغ (1644-1911) تحمل عمومًا اسم عصر ‏ الإمبراطور وتونغباو على الوجه وموقع دار سك العملة حيث صُبَّت العملات المعدنية بلغة المانشو وباللغة الصينية على الوجه الخلفي.

### أنماط الخط على العملات النقدية
قائمة الأنماط والخطوط المكتوبة على العملات النقدية الصينية:  
| الخط الصيني               | الخط الصيني | النصوص غير الصينية          | النصوص غير الصينية |
| نوع الخط                  | مثال للصورة | نص                          | مثال للصورة        |
| ------------------------- | ----------- | --------------------------- | ------------------ |
| خط مختوم                  |             | نص المطبخ ‏                  |                    |
| خط كتابي                  |             | الأبجدية الأويغورية القديمة |                    |
| خط اعتيادي                |             | النص الخيتانى الكبير ‏       |                    |
| خط نصف متصل               |             | نص تانغوت ‏                  |                    |
| خط متصل                   |             | نص فاجسبا                   |                    |
| خط ذهبي رفيع (瘦金體)     |             | نص مانشو                    |                    |
| خط ختم وتر اليشم (玉筋篆) |             | النص العربي                 |                    |

## سلاسل العملات النقدية

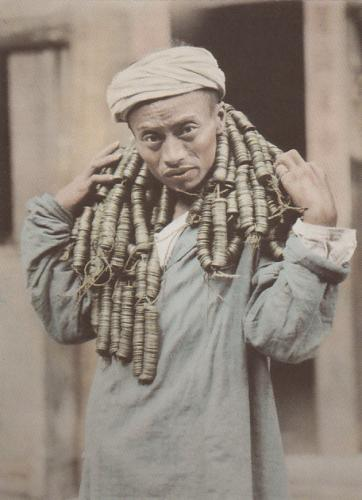
رجل من سيتشوان يحمل 13500 قطعة نقدية على كتفيه (1917).

كان الثقب المربع في منتصف العملات النقدية يسمح بربطها معًا في سلاسل من 1000 عملة نقدية بقيمة 1 تايل من الفضة (ولكن كانت هناك أيضًا متغيرات للمعايير الإقليمية تصل إلى 500 عملة نقدية لكل سلسلة)،  أُشير إلى 1000 عملة معدنية مربوطة معًا باسم تشوان (串) أو دياو (吊) ولاقت قُبولاً من قبل الباعة والتجار لكل سلسلة لأن عد العملات الفردية سيستهلك الكثير من الوقت. نظرًا لأن السلاسل كانت تُقبل غالبًا دون فحصها بحثًا عن العملات المعدنية التالفة والعملات المعدنية ذات الجودة الرديئة وسبائك النحاس، فستُقبل هذه السلاسل في النهاية بناءً على قيمتها الاسمية وليس وزنها، وهذا النظام قابل للمقارنة بنظام العملة الإلزامية. نظرًا لأن عد العملات النقدية وربطها معًا كان مهمة تستغرق وقتًا طويلاً، فقد كان الأشخاص المعروفون باسم qiánpù (錢鋪) يربطون العملات النقدية معًا في سلاسل من 100 عملة، حيث تشكل عشرة منها تشوانًا واحدًا. كان الغيانبو (qiánpù) يتقاضون أجرًا مقابل خدماتهم في شكل أخذ بضع عملات نقدية من كل سلسلة يؤلفونها، ولهذا السبب كان من المرجح أن يتكون التشوان من 990 عملة بدلاً من 1000 عملة، ولأن مهنة الغيانبو أصبحت ممارسة مقبولة عالميًا، وهذه التشوان غالبًا ما كانت تُقدر اسميًا بـ 1000 عملة نقدية. حُدِّد عدد العملات المعدنية في سلسلة واحدة محليًا، ففي إحدى المناطق قد تتكون السلسلة من 980 عملة نقدية، بينما في منطقة أخرى قد تتكون السلسلة من 965 عملة نقدية فقط، وكانت هذه الأرقام تستند إلى الرواتب المحلية للغيانبو. خلال عهد أسرة تشينغ، كان الغيانبو يبحثون غالبًا عن العملات القديمة والنادرة لبيعها لهواة جمع العملات بسعر أعلى.
قبل عهد أسرة سونغ، كانت سلاسل العملات النقدية تسمى guàn (貫)، أو suǒ (索)، أو mín (緡)، بينما خلال عهد أسرتي مينغ وتشينغ، كانت تسمى chuàn (串) أو diào (吊).

## عملات نقدية ذات ثقوب على شكل زهرة (وُرَيدة)

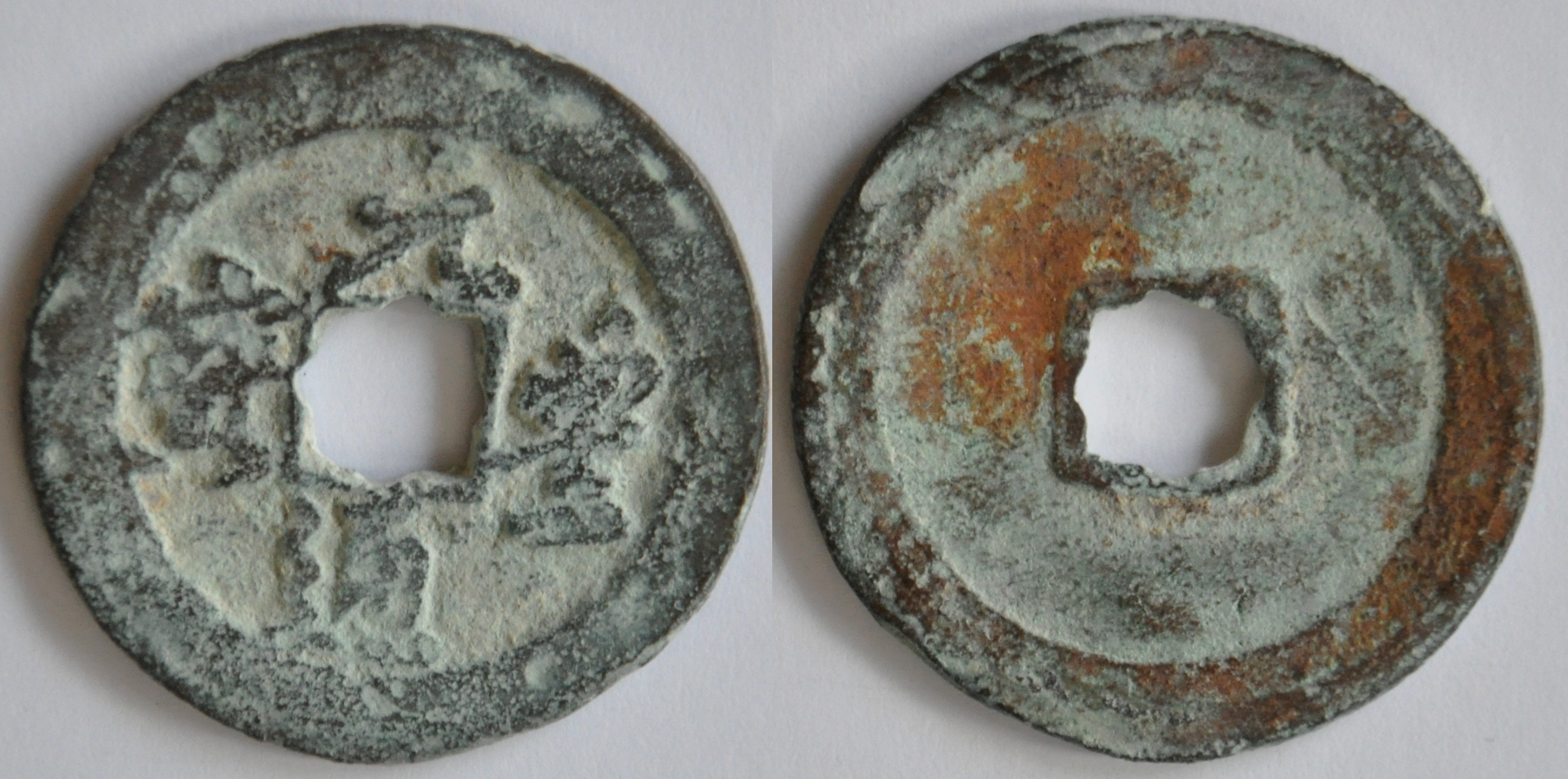
يوان فينغ تونغ باو (元豐通寶) من عهد أسرة سونغ الشمالية مع "ثقب زهرة (أو "وُرَيدة")" في المنتصف

تُعد العملات النقدية صينية ذات ثقوب على شكل زهرة (وُرَيدة) (بالصينية التقليدية: 花穿錢؛ بالصينية المبسطة: 花穿钱؛ البينيين: huā chuān qián) نوعاً من العملات النقدية الصينية ذات الثقب المثمن بدلاً من الثقب المربع، ولها تاريخ طويل جدًا ربما يعود إلى أول عملات نقدية بان ليانغ التي سُكَّت في عهد دولة تشين ‏ أو أسرة هان.
على الرغم من أن العملات النقدية الصينية احتفظت بشكلها الدائري مع وجود ثقب مربع من فترة الدول المتحاربة حتى السنوات الأولى لجمهورية الصين، إلا أنه في ظل الأنظمة المختلفة التي حكمت خلال التاريخ الطويل للصين، لم تشهد الفتحة المربعة في المنتصف سوى تعديلات طفيفة مثل كونها أكبر قليلاً، أو أصغر، أو أكثر استطالة، أو ذات شكل غير صحيح، أو أحيانًا تُملئ بقليل من المعدن الزائد المتبقي من عملية الصب. ومع ذلك، على مدى أكثر من 2000 عام، احتفظت العملات النقدية الصينية بشكلها المميز في الغالب. خلال هذه الفترة، سُكَّ عدد صغير نسبيًا من العملات النقدية الصينية بما يسمى "ثقوب الزهور" أو "ثقوب الكستناء" أو "ثقوب الوُرَيدة"، وكانت هذه الثقوب مثمنة الشكل ولكنها تشبه شكل الزهور. إذا كان شكل هذه الثقوب سداسي الشكل فقط، فكان يُشار إليها باسم "عملات ثقب صدفة السلحفاة" (龜甲穿錢)، وفي بعض المصادر الغربية قد يُطلق عليها اسم "ثقوب النجوم" لأنها تشبه النجوم. الأصل الدقيق والغرض من هذه الثقوب المتنوعة غير معروف حاليًا ولكن اُقتُرِحَت العديد من الفرضيات من قبل العلماء الصينيين. كان التفسير التقليدي لسبب ظهور هذه "الثقوب الزهرية" هو التحولات العرضية لنصفين من العملة النقدية النموذجية في قوالب من الطين، والبرونز، والحجر، ومن ثم فإن هذه التحولات من شأنها أن تنتج شكل الثقب المربع ليشبه عدة ثقوب مربعة موضوعة فوق بعضها البعض عند صب المعدن. الانتقاد الشائع لهذه الفرضية هو أنه إذا حدث هذا، فإن النقش الموجود على العملة المعدنية يجب أن يبدو مشوهًا أيضًا، بالإضافة إلى أي علامات أخرى ظهرت على هذه العملات النقدية، ومع ذلك لم يكن الأمر كذلك و"ثقوب الزهور" مميزة بنفس القدر مثل الثقوب المربعة.
في عهد أسرة وانغ مانغ شين، كانت هناك عملات نقدية أخرى تحمل "ثقوب زهور" بالإضافة إلى عملات معدنية تحمل "ثقوب زهور". في عهد أسرة تانغ، بدأ عدد العملات النقدية الصينية ذات "ثقوب الزهور" في الزيادة وتداولها في جميع أنحاء الإمبراطورية، وفي الوقت نفسه، تم تحويل صب العملات النقدية الصينية من استخدام قوالب الطين إلى استخدام قوالب برونزية، ومع ذلك، كانت أقدم عملات كايوان تونغباو النقدية لا تزال تُصب بقوالب من الطين، وبالتالي فإن نوع القالب وحده لا يمكن أن يفسر سبب شيوع هذه "الثقوب الزهرية" بشكل متزايد. نظرًا لأن العملات المعدنية الأم ‏ (母錢) كانت تستخدم في صب هذه العملات المعدنية التي كانت دائمًا دقيقة، فهذا يشير إلى أن "ثقوب الزهور" هذه قد أضيفت بعد الصب، وأكبر كمية من عملات الكاش المعروفة التي تحتوي على "ثقوب زهور" لها ثقوب مثمنة بارزة جدًا في المنتصف على جانبي العملة، وبالمقارنة، تكون أساطيرها عادةً كما تظهر على "عملات الكاش العادية"، ولهذا السبب فإن الفرضية القائلة بأنها أضيفت عن طريق الخطأ غير صحيحة. من الواضح أن جميع جوانب هذه العملات المعدنية (سواء كانت مثمنة الشكل مع "ثقوب زهرة" أو سداسية الشكل مع "ثقوب صدفة سلحفاة") موجودة داخل الحافة المركزية للعملة النقدية. بعد التحول في صب العملات النقدية إلى استخدام قوالب برونزية، كانت هذه العملات تبدو وكأنها فروع لشجرة عملات حيث كان لا بد من كسرها، وكان لابد من نحت كل سبائك النحاس الزائدة يدويًا أو بردها من الفتحات المركزية. ويُشتبه في أن "ثقوب الزهور" و"ثقوب قوقعة السلحفاة" تم إنتاجها أثناء عملية النحت، وربما أثناء قيام موظف مصنع العملة بوضع التفاصيل النهائية للعملات النقدية. نظرًا لأن عملية تقديم ونقش العملات النقدية يدويًا كانت تكلفة إضافية بالإضافة إلى استهلاكها للوقت، فمن المحتمل أن "ثقوب الزهور" و"ثقوب صدفة السلاحف" قد أُنشئت بناءً على طلب الشركة المصنعة. ومع ذلك، نظرًا لأن جودة العملات المعدنية في عهد أسرتي تانغ وسونغ كانت عالية جدًا، فمن غير المرجح أن يسمح المشرفون بإنتاج عدد كبير من هذه العملات المعدنية المتنوعة، أو اجتياز مراقبة الجودة أو السماح لها بالدخول إلى التداول. أُنتِجَت عملات الكاش ذات "ثقوب الزهور" بأعداد كبيرة في عهد أسرة سونغ الشمالية، وأسرة سونغ الجنوبية، وأسرة لياو الخيتانية. حتى عام 1180، أنتجت أسرة سونغ الشمالية "عملات كاش متطابقة" (對錢، duì qián ) وهي عملات كاش تحمل نقوشًا متطابقة مكتوبة بأنماط مختلفة من الخط الصيني، وبعد استبدال هذه العملات بعملات كاش تتضمن سنة الإنتاج على وجهها الخلفي، يبدو أن ممارسة صب عملات الكاش ذات "ثقوب الزهور" قد انخفضت بشكل كبير. وبناءً على ذلك، تنص إحدى الفرضيات على أن "ثقوب الزهور" قد أضيفت إلى عملات الكاش الصينية للإشارة إلى عام أو فترة من العام أو ربما موقع إنتاج العملة النقدية. من المعروف أن عددًا قليلًا من العملات النقدية التي أنتجتها أسرة جين بقيادة جورشن تحتوي على "ثقوب زهور".
خلال فترة أسرة مينغ، أُعيد ترميز "الثقوب الزهرية" بشكل نادر في عملات كاش هونغوو تونغباو (洪武通寶) ويونغل تونغباو (永樂通寶)، وكانت سلسلة تشونغتشين تونغباو (崇禎通寶) آخر العملات المعدنية المعروفة التي احتوت على "الثقوب الزهرية".
اُعتُمِدَت ممارسة إنشاء عملات نقدية ذات "ثقوب زهور" و"ثقوب صدفة سلحفاة" أيضًا في اليابان، وكوريا، وفيتنام، ومع ذلك فإن العملات النقدية ذات هذه الميزات نادرة للغاية في هذه البلدان على الرغم من استخدام نفس تقنيات الإنتاج مما يشير إلى أن إضافتها كانت مقصودة تمامًا.

## عملات كاش حمراء

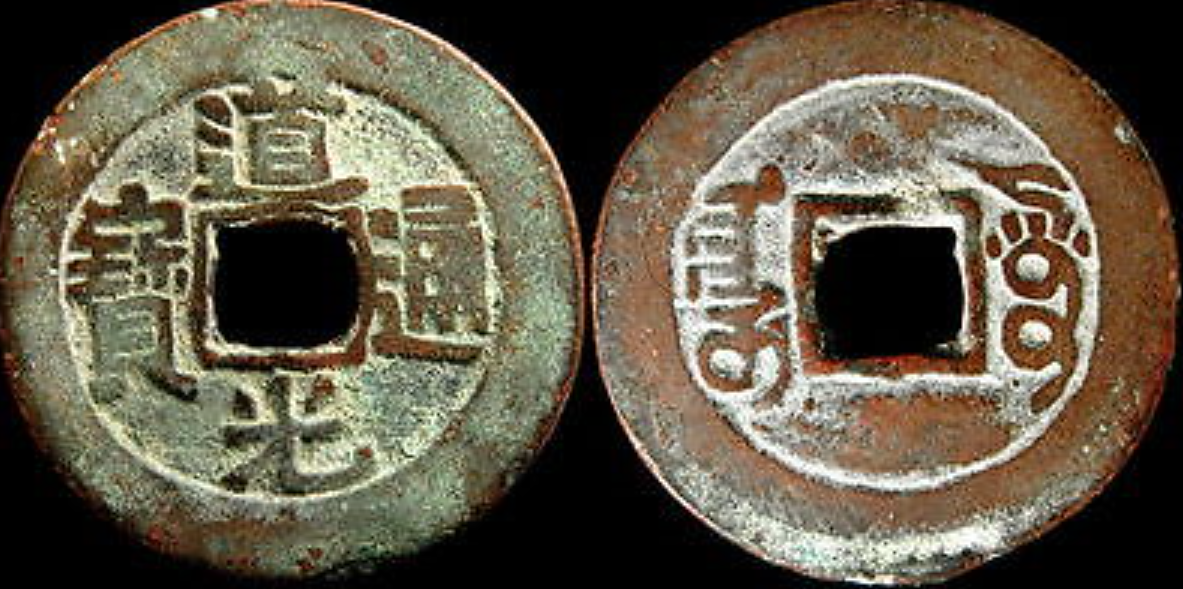
"عملة كاش حمراء" أنتجتها دار سك العملة في أكسو في عهد

"عملات الكاش الحمراء" ( بالصينية التقليدية : 紅錢) هي عملات الكاش التي أُنتجت في سنجان تحت حكم تشينغ بعد غزو خانات زونغار من قبل المانشو في عام 1757. بينما اُعتُمِدَ النظام النقدي الصيني في شمال سنجان، في جنوب سنجان حيث كانت عملات بول من جونغاريا قيد التداول في وقت سابق، استمر نظام بول ولكن صُهِرَت بعض عملات بول القديمة في جونغاريا لصنع عملات كاش تشيانلونغ تونغباو ‏ (乾隆通寶)، حيث كانت عملات بول تتكون عادةً من حوالي 98٪ من النحاس، وكانت تميل إلى اللون الأحمر بشكل شديد مما أعطى عملات الكاش المستندة إلى عملات بول لقب "عملات كاش حمراء". في يوليو 1759، تقدم الجنرال تشاو هوي بطلب إلى الإمبراطور تشيان لونغ لاستعادة عملات البول القديمة واستخدامها كخردة لإنتاج عملات نقدية جديدة، وكانت "عملات الكاش الحمراء" تتمتع بسعر صرف رسمي مع عملات البول التي بقيت في التداول بواقع 1 "عملة كاش حمراء" مقابل 2 عملة بول. وبما أن تشاو هوي أراد أن يكون وزن العملات المعدنية الجديدة مساويًا لوزن عملات بول، فقد كان وزنها 2 تشيان وكان عرضها وسمكها أكبر من العملات النقدية العادية. تتميز العملات النقدية الحمراء أيضًا عمومًا بحرفية صنعها البدائية إلى حد ما عند مقارنتها بالعملات النقدية الصينية الأصلية. غالبًا ما لا تُبرد حواف هذه العملات المعدنية بشكل كامل وغالبًا ما تكون تقنية الصب غير دقيقة أو تبدو النقوش الموجودة عليها مشوهة.
عند تقديم نظام الكاش الأحمر في جنوب سنجان في عام 1760، حُدِّدَ سعر صرف الكاش القياسي (أو "الكاش الأصفر") و"الكاش الأحمر" عند 10 عملات كاش قياسية تساوي 1 "عملة كاش حمراء". وعلى مدى سنتين أو ثلاث سنوات لاحقة انخفض سعر الصرف هذا إلى 5:1. عند استخدامها في الدوائر الشمالية أو الشرقية من سنجان، كانت "عملات الكاش الحمراء" تعتبر مساوية في القيمة لعملات الكاش القياسية المتداولة هناك. كانت المناطق التي كانت تتداول فيها عملات جونغار مثل ياركند، وخوتان، وكاشغر هي مواقع دور السك التي تديرها حكومة تشينغ، وبما أن دار السك الرسمية لخانات زونغار كانت في مدينة ياركند، فقد استخدمت تشينغ هذه الدار لصب "عملات الكاش الحمراء" الجديدة وأُنشِئَت دور سك جديدة في أثسو وإيلي. وبما أن إمبراطور جيا تشينغ ‏ أمر بأن تحمل 10% من جميع عملات الكاش المسبوكة في سنجان نقش "تشيان لونغ تونغباو"، فإن غالبية "عملات الكاش الحمراء" التي تحمل هذا النقش أُنتِجَت بالفعل بعد عصر تشيان لونغ حيث استمر إنتاجها حتى سقوط أسرة تشينغ في عام 1911 مما يجعل من الصعب نسب العديد منها.

## عملات نقدية غير مصنوعة من سبائك النحاس
خلال معظم تاريخها، كانت عملات الكاش الصينية تُصنع في الغالب من البرونز أو سبائك النحاس الأخرى مثل النحاس الأصفر . ومع ذلك، فقد اُستُخدِمَت مواد أخرى في أوقات مختلفة من تاريخ الصين أيضًا في تصنيع عملات الكاش مثل الحديد (انظر تيتشيان)، والرصاص، والفضة، والذهب. في حين اُستُخدِمَ الفضة والذهب أيضًا لعملات أخرى في التاريخ الصيني، كما هو الحال في معظم الثقافات الأخرى حول العالم، إلا أن أصداف المحار، والصلصال، والعظام، واليشم، والحديد، والرصاص، والقصدير، والخيزران. كانت أيضًا مواد مُستخدمة كمال في نقاط مختلفة في التاريخ الصيني. كانت عملات الكاش الحديدية والرصاصية تُستخدم غالبًا في الحالات التي لم يكن فيها إمداد النحاس كافيًا. كانت عملات الكاش الحديدية تساوي عادة عملة كاش برونزية واحدة فقط. بسبب الأكسدة، نادرًا ما تكون عملات الكاش الحديدية في حالة جيدة جدًا اليوم، خاصةً إذا نُقِّب عنها.
في بعض الحالات، لم يُكتشف استخدام أنواع معينة من المواد لإنتاج عملات الكاش إلا مؤخرًا بسبب عدم وجود سجلات تاريخية تذكرها. على سبيل المثال، لم تُكتشف حقيقة أن أسرة سونغ حاولت إنتاج عملات نقدية من الرصاص إلا في العصور الحديثة. وبسبب هذا فإن كتالوجات العملات الصينية لا تذكر وجودها تقريبًا، على الرغم من أنها ذكرت في أعمال مثل Meng Guohua: Guilin Faxian Qian Xi Hejin Qian. Zhongguo Qianbi No. 3. 1994 (Vol. 46). التي تتناول الموضوع. لم تُنتج العملات النقدية الرصاصية إلا في أوقات قليلة في التاريخ النقدي للصين، وخاصة خلال فترة السلالات الخمس والممالك العشر. نظرًا لمدى ليونة الرصاص، فإن معظم العملات النقدية الرصاصية الموجودة اليوم تميل إلى أن تكون مهترئة للغاية.

### المعادن غير النحاسية المستخدمة حسب الفترة الزمنية
يعكس هذا الجدول المعلومات الحالية، ولكن قد تكشف الأبحاث الأثرية المستقبلية عن استخدام مواد أخرى في العملات النقدية في فترات أخرى من التاريخ الصيني.
| العملات النقدية غير المصنوعة من سبائك النحاس حسب الفترة الزمنية | العملات النقدية غير المصنوعة من سبائك النحاس حسب الفترة الزمنية | العملات النقدية غير المصنوعة من سبائك النحاس حسب الفترة الزمنية |
| المواد المستخدمة                                                | الفترة(الفترات) | مثال للصورة                                                     |
| --------------------------------------------------------------- | --- | --------------------------------------------------------------- |
| عملات كاش حديدية                                                | سلالة هان، فترة الممالك الثلاث، فترة السلالات الشمالية والجنوبية، فترة السلالات الخمس والعشر ممالك، سلالة سونغ، سلالة جين (1115-1234)، سلالة شيا الغربية، سلالة مينغ، وسلالة تشينغ. |                                                                 |
| عملات كاش من الرصاص                                             | أسرة تشو، أسرة تشين، أسرة هان الغربية، أسرة تانغ، فترة السلالات الخمس والممالك العشر، أسرة سونغ الشمالية، وأسرة تشينغ.                                                              |                                                                 |
| عملات كاش من الصلصال                                            | فترة الخمس سلالات والعشر ممالك |                                                                 |
| عملات كاش فضية                                                  | سلالة مينغ |                                                                 |
| عملات كاش ذهبية                                                 | أسرة تشين، أسرة هان، أسرة تانغ، وأسرة سونغ الجنوبية. |                                                                 |

## المصطلحات العامة لعملات الكاش الصينية

### عملية الصب
- العملات الأم  [لغات أخرى]‏ (母錢)، هي عملات كاش نموذجية تستخدم في عملية الصب وتُنتج عملات كاش أخرى منها.
- العملات الأصلية  [لغات أخرى]‏ (祖錢)، هي عملات كاش نموذجية قُدِّمَت في عهد أسرة تشينغ واستخدمت في عملية الصب التي أنتجت منها العملات الأصلية الأخرى.
- أشجار العملات المعدنية (錢樹)، هي النتيجة "ذات الشكل الشجري" لعملية الصب التي تؤخذ عملات الكاش منها لتُربط معًا فيما بعد.
- ماو (卯)، فترة صب، وهي دفعة محددة مسبقًا من العملات النقدية التي ستُصَب. [79]

### عملات الكاش المزيفة والصادرة من جهات خاصة
- عملات نقدية مزيفة ( (بالصينية التقليدية: 惡錢؛ بالصينية المبسطة: 恶钱؛ البينيين: È qián؛ بالترجمة الحرفية 'Bad money') يشير المصطلح إلى عملات الكاش المنتجة بشكل غير قانوني، والتي غالبًا ما تكون ذات جودة رديئة.[6][80] سُجِّلَ تزوير العملات منذ فترة مبكرة من عهد أسرة تشين وقد أثر سلبًا على الاستقرار الاجتماعي وتسبب في مشاكل اقتصادية استمرت في السلالات اللاحقة في تاريخ الصين.[6] أدى إدخال عملات الكاش المزيفة وتداولها في السوق إلى التضخم، مما أعاق التنمية الاقتصادية وتسبب في سلسلة من المشاكل الاجتماعية عبر التاريخ.[6][81] كانت عملات الكاش المنتجة بشكل غير قانوني ذات أوزان مخفضة أو مغشوشة بمعادن أقل تكلفة (مثل الحديد والرصاص وما إلى ذلك)، مما أدى إلى تقليل محتوى النحاس في السبائك مقارنة بعملات الكاش الأصلية.[6]
- سيتشيان (私錢) أو سيزو تشيان (私鑄錢)، يشير إلى عملات الكاش التي تنتجها دور سك العملة الخاصة أو المزورون.[82]

### عناصر التصميم
- الهلال، علامة منحنية توجد غالبًا على الجانب الخلفي من عملات الكاش، ويشار إليها باسم "الأقمار" (月)، لمزيد من القراءة: " عملات سلالة هان § النقاط والأهلة والدوائر والأرقام وقضبان العد والحروف الصينية والرموز الأخرى التي تظهر على العملات المعدنية  [لغات أخرى]‏ ". [79]
- النقطة، وهي علامة دائرية توجد غالبًا على الجانب الخلفي من عملات الكاش، ويشار إليها باسم "النجوم" (星). [79]
- النقطة والهلال، مزيج من ما سبق، يُعرف باسم "النجمة الحامل" (孕星). [79]
- هواتشوان تشيان  [لغات أخرى]‏ (花穿錢)، عملات كاش ذات ثقوب مثمنة الشكل، تُعرف باسم "عملات ذات ثقوب زهرة (وُرَيدة)".[83]
- غويجياتشوان تشيان (龜甲穿錢)، عملات كاش ذات ثقوب سداسية، تُعرف باسم "عملات ذات ثقوب صدفة السلحفاة".[83]
- غونغشي نوتشيان (بالصينية التقليدية: 公式女錢؛ بالصينية المبسطة: 公式女钱؛ البينيين: gōng shì nǚ qián)، أو "العملات المعدنية الأنثوية"، هو مصطلح يستخدم للإشارة إلى عملات وو تشو النقدية بدون حافة خارجية.[84]
- جياوتشيان (بالصينية التقليدية: 角錢؛ بالصينية المبسطة: 角钱؛ البينيين: jiǎo qián)، أو "عملات الزاوية"، هو مصطلح يستخدم للإشارة إلى عملات كاش وو تشو ذات الخطوط المائلة الأربعة التي تمتد إلى الخارج من كل زاوية من فتحة المركز المربع إلى حافة الجانب الخلفي من عملة الكاش.[84] في اللغة الصينية المندرينية، غالبًا ما يُشار إلى عملات الكاش هذه باسم سي تشو (四出). تُترجم كلمة si (四) إلى "أربعة" وكلمة chu (出) تعني "الخروج".[84]
- يوشو تشيان (بالصينية التقليدية: 禦書錢؛ بالصينية المبسطة: 御书钱؛ البينيين: yù shū qián)، أو "العملة ذات النقش الملكي"، هو مصطلح يستخدم لوصف عملات الكاش في عصر أسرة سونغ، والتي وفقًا للأسطورة، نقش عليها إمبراطور الصين نفسه.[85][86] على سبيل المثال، يُقال إن Chunhua Yuanbao (淳化元寶) قد نُقش بواسطة الإمبراطور تايزونغ من سونغ  [لغات أخرى]‏.[85]
- سي جويه (四訣)، أربعة خطوط تشع للخارج من الزوايا الأربع للفتحة المركزية المربعة والتي قد تمتد أو لا تمتد بالكامل إلى حافة ظهر عملة الكاش، وقد تُضُمِّنَت هذه الخطوط حصريًا في بعض العملات النقدية في عهد أسرة سونغ.[87]

#### النقوش
- استُخدمت وحدات الوزن ليانغ (兩) وزو (銖) كنقوش رئيسية على واجهة عملات الكاش الصينية القديمة حتى إدخال نقش باو (寳)، الذي يعني "الثمين" أو "الكنز"، في عام 621. [88]
- نقش تونغباو (通寳)، الذي يعني حرفيًا "الكنز المتداول"، أُدخل لأول مرة مع سلسلة كاييوان تونغباو (開元通寳) خلال فترة أسرة تانغ في عام 621، وكان النقش الأكثر شيوعًا على عملات الكاش لأكثر من 1300 عام، مما جعله يحتل مكانة مهيمنة في التاريخ النقدي الصيني.[89][90] قبل إدخال كاييوان تونغباو، كانت عملات الكاش عادةً ما تحتوي على وزن العملة كجزء من نقشها، لكن مع تحول قيمة العملات إلى تنظيم حكومي بدلاً من الوزن كمصدر للقيمة كمالٍ سلعي، أصبح هذا النقش بديلاً لنقش وو زو (五銖) الذي كان يعتمد على الوزن.[89]
- نشأ نقش يوانباو (元寳)، الذي يعني "الكنز الأول" أو "الكنز الأصلي" أو "الكنز الأساسي"، كقراءة خاطئة لنقش كاييوان تونغباو، حيث قُرئ بطريقة دائرية كـ"كيتونغ يوانباو" (開通元寳).[89][91] خلال فترة أسرة مينغ، توقف استخدام مصطلح "يوانباو" بشكل تدريجي في النقوش بسبب الحظر المفروض على الأسماء الذي يرتبط بمؤسس الأسرة زو يوانجانغ، الذي تضمنت اسمه كلمة "يوان" (元). يُستخدم المصطلح "يوانباو" أيضًا كاسم بديل للقوالب الفضية على شكل قارب.[92]
- أما نقش زونغباو (重寳)، الذي يعني "الكنز الثقيل"، فقد كان نقشًا يستخدم عادة على عملات الكاش ذات الفئات العالية، وظهر لأول مرة في عام 758 مع سلسلة تشيانيوان زونغباو (乾元重寳) التي كانت تُقيّم اسميًا بعشر عملات كاش عادية.[93]
- مصطلح نيانهاو (年號)، الذي يُترجم أحيانًا بـ"عنوان الحكم" أو "عصر الحكم"، يشير إلى العناوين الزمنية التي استخدمها الأباطرة الصينيون. بعد عام 621، أصبحت العملات النقدية تحتوي عادة على نقوش مكونة من أربعة أحرف على واجهتها مثل "[عصر الحكم] (تونغ/يوان/زونغ)باو"، وتُقرأ كـ"年號寳". [88] لم تكن جميع أسماء العصور قابلة للاستخدام كنقوش على عملات الكاش، لذا استُبدلت أحيانًا بأسماء السلالات مرفقة بصفات مشرفة، مثل هانيوان تونغباو (漢元通寳) التي استخدمتها أسرة هان الجنوبية، وتانغوه تونغباو (唐國通寳) التي استخدمتها أسرة تانغ الجنوبية، وهوانغسونغ تونغباو (皇宋通寳) التي استخدمتها أسرة سونغ الشمالية.[88] بدءًا من أسرة مينغ، أصبح يُستخدم اسم نيانهاو واحد فقط لكل فترة حكم، لذا أصبح الاسم مرادفًا لاسم الإمبراطور، مثل إمبراطور يونغل، إمبراطور جياجينغ، إمبراطور كانغشي، إمبراطور جياكينغ، وهكذا.[88] نتيجة لذلك، احتوت كل فترة حكم على نقش واحد فقط (يونغل تونغباو، جياجينغ تونغباو، كانغشي تونغباو، جياكينغ تونغباو، إلخ).[88]
- العملات النقدية المتطابقة (對錢، دوى تشيان، 對品، دوى بين، 和合錢، هه هه تشيان)، هو مصطلح أُدخل خلال فترة أسرة تانغ الجنوبية وبدأ استخدامه بشكل مكثف خلال فترة أسرة سونغ الشمالية. يشير المصطلح إلى عملات الكاش التي كانت تحمل نفس الوزن، والنقش، والقيمة، ولكنها كانت تُصب بأنماط خطوط مختلفة مثل الخط العادي وخط الختم مع احتفاظها بنفس النقش.
- شيتشيان (詩錢) عملة شعرية. [79]
- نقش المحافظات الساحلية، فهو أسلوب شائع في الخط وُجد في العملات المنتجة محليًا في جيانغسو، وجيانغشي، وتشجيانغ، وفوجيان، بدءًا من فترة تشيانلونغ وما بعدها. [79]

### المواد والمعادن

#### عملات الكاش المعدنية
- جينتشيان (金錢, jīnqián)، عملات كاش ذهبية (يمكن أن تشير أيضًا إلى عملات ذهبية أخرى).
- تشيان تشيان (鉛錢, qiānqián)، عملات كاش من الرصاص.
- تونغتشيان (銅錢, tóngqián)، عملات نقدية مصنوعة من سبائك النحاس، وهي النوع الأكثر شيوعًا.
- تشير كلمة تايتشيان (鐡錢, tiěqián) إلى عملات الكاش المصنوعة من الحديد.[94]
- يشير شينتيشان (鋅錢، xīnqián)، أو بايتشيان تشيان (白鉛錢، Báiqiān qián)، إلى عملات الكاش من الزنك.[95]
- ينتشيان (銀錢, yínqián)، عملات كاشفضية (يمكن أن تشير أيضًا إلى عملات فضية أخرى).

#### عملات الكاش غير المعدنية
نِقتشيان (بالصينية التقليدية: 泥錢؛ بالصينية المبسطة: 泥钱؛ البينيين: ní qián)، عملات كاش مصنوعة من الصلصال، عندما صادرت حكومة منطقة يو تشو المتمتعة بالحكم الذاتي ‏ (900-914) جميع عملات الكاش البرونزية ودفنتها في كهف، وبسبب هذا كان على الناس الاعتماد على عملات الكاش المصنوعة من الصلصال بينما أُصدِرَت عملات كاش حديدية رديئة الجودة في وقت لاحق.

### عملات كاش خاصة وتذكارية
- جيوان تشيان (記元錢)، وهي عملات كاش سُكَّت لإحياء ذكرى بداية عهد جديد.[79]
- كاي لو تشيان (بالصينية التقليدية: 開爐錢؛ بالصينية المبسطة: 开炉钱؛ بينيين: kāi lú qián)، أو "عملات الكاش التذكارية"، هي نوع خاص من عملات الكاش أُنتجت لإحياء ذكرى افتتاح دار سك النقود أو فرن جديد.[96][97] أكبر عملة كاش تذكارية مسجلة على الإطلاق، وكذلك أكبر وأثقل عملة صينية قديمة عُثر عليها، هي عملة كاش جياجينغ تونغباو (嘉靖通寶) ضخمة أُنتجت لافتتاح دار سك النقود في دونغتشوان، سيتشوان.[96][98] يبلغ قطر هذه العملة 57.8 سم (22.8 بوصة)، وسمكها 3.7 سم (1.5 بوصة)، ووزنها 41.5 كغم (91.5 رطلاً).[96][97] وفي 27 يونيو 1990، أجرت وحدة التفتيش على الجودة في أرشيف منجم الرصاص والزنك في مقاطعة هوِيزي (بالصينية المبسطة: 会泽县的铅锌矿档案馆؛ بالصينية التقليدية: 會澤縣的鉛鋅礦檔案館؛ بينيين: huì zé xiàn de qiān xīn kuàng dàng àn guǎn)،[99] حيث تُعرض العملة، تحليلاً كيميائياً لهذه العملة.[96] وأظهرت النتائج أن تركيبة العملة تتكون من 90.81% نحاس، و0.584% ألومنيوم، و0.532% زنك، و3% حديد.[97][99] وفي عام 2002، أُضيف إلى موسوعة غينيس للأرقام القياسية كأكبر عملة.[99]
- العملات العشرة ذات المعادن الخمسة هي عملات كاش صينية أُصدرت من قِبل وزارة المالية وصُنعت من خليط من القصدير، والحديد، والنحاس، والفضة، والذهب.[100] وتحمل هذه العملات نقوشاً على الوجه الأمامي مثل تونغجي جونغباو (同治重寶) أو غوانغشو جونغباو (光緒重寶)، وكلها تستند إلى عشرة داكيان وين.[100] وتجدر الإشارة إلى أن هذه العملات الخاصة تحتوي على علامات سك لمدن فوجيان، وغوانغدونغ، وقوانغشي، وقويتشو، وإيلي، وجيانغسو، وجيانغشي، وخوبي، وخونان، وشانشي، وشنشي، وسيتشوان، ويونان، وجيجيانغ، وتشيلي، على الرغم من عدم إنتاج أي داكيان في هذه الفترات من أي من هذه المدن.[100]

### أنواع عملات الكاش

#### ما قبل مينغ
- هوان تشيان (圜錢) أو هوان جين (圜金) يشير إلى العملات المعدنية الدائرية التي سُكَّت خلال فترة الممالك المتحاربة وسلالة تشين.[101] اُستخدم هذا المصطلح لتمييز هذه العملات عن الأشكال الأخرى للعملات مثل عملات المجرفة وعملات السكين.[101]
- شياو بينغ تشيان (小平錢) تشير إلى أصغر عملات الكاش وأكثرها شيوعاً، وعادةً ما كان قطرها حوالي 2.4–2.5 سم، ووزنها بين 3–4 غم.[102]
- غو تشيان (古錢، "العملات النقدية القديمة") أو غو تشوان (古泉)، تشير إلى العملات النقدية (الحقيقية أو المزيفة) التي أُنتجت في عهد السلالات السابقة.[103][104] وفي أوقات معينة، كانت تُعتبر وسيلة دفع قانونية إذا لم تنتج الحكومة الصينية الحالية ما يكفي من العملات النقدية لتلبية طلب السوق.[105]

#### سلالة مينغ
- جيتشيان (制錢، "العملات النقدية القياسية")، مصطلح استُخدم خلال عهدي أسرتي مينغ وتشينغ للإشارة إلى العملات النقدية المصنوعة من سبائك النحاس والتي أُنتِجَت في دار سك النقود الإمبراطورية وفقًا للمعايير التي حددتها الحكومة المركزية.[106]
- جيو تشيان (舊錢)، مصطلح استُخدم خلال عهدي أسرتي مينغ وتشينغ للإشارة إلى عملات الكاش من عهد أسرة سونغ التي كانت لا تزال متداولة.[106]
- يانغ تشيان (样錢، "عملة نموذجية")، وتُعرف أيضًا باسم بي تشيان (北錢، "العملة الشمالية")، هو مصطلح استُخدم خلال عهد أسرة مينغ للإشارة إلى العملات ذات الوزن الكامل (1 تشيان) والجودة العالية التي أُرسِلَت إلى بكين كإيرادات للسيادة.[107]
- فِنغ تشيان (俸錢، "عملة الراتب")، هو مصطلح استُخدم خلال عهد أسرة مينغ للإشارة إلى عملات الكاش من الدرجة الثانية التي كان وزنها 0.9 تشيان والتي وُزِّعَت كرواتب لمسؤولي الحكومة وكعلاوات.[107]
- شانغ تشيان (賞錢، "عملة المكافأة")، هو مصطلح استُخدم خلال عهد أسرة مينغ للإشارة إلى عملات الكاش الصغيرة والرقيقة والهشة جدًا (مشابهة لسيجوتشيان) التي استُخدمت لدفع أجور موظفي الحكومة الإمبراطورية (بما في ذلك عمال دار سك النقود نفسها)، وكانت واحدة من أكثر أنواع العملات النقدية تداولاً بين عامة الناس خلال عهد أسرة مينغ.[107]
- وو تشيان (倭錢، "العملة اليابانية")،[108] يشير إلى العملات اليابانية التي دخلت الصين خلال أواخر عهد أسرة مينغ وبداية عهد أسرة تشينغ، حيث قامت المحكمة الإمبراطورية الصينية في نهاية المطاف بحظرها. وغالبًا ما تُكتشف هذه العملات في الصين بين العملات الصينية.[109][110][111]
- شوانبيان تشيان (鏇邊錢، "عملات ذات حواف مخرطة")، كان اسمًا شائعًا (اسمًا شعبيًا) استُخدم خلال عهد أسرة مينغ للإشارة إلى العملات النقدية التي أُنتِجَت في يونان وفي بكين، في دار سك النقود باويوانجو (寶源局)، تحت حكم الإمبراطور جياجينغ، والتي لُمِّعَت باستخدام المخارط المعروفة باسم شوان تشي (鏇車).[112][113] كانت هذه العملات مستقرة وذات لون أصفر وصفته المصادر المعاصرة بأنه "جميل"، وكانت حوافها دائرية وملساء.[112][113]
- هواو تشي تشيان (火漆錢، "عملات بطبقة طلاء ناري")، يشير إلى نوع من عملات الكاش من عهد أسرة مينغ أُنتِجَت بإضافة طلاء خاص على العملات خلال عملية التصنيع النهائية.[112][114] الأدلة الوحيدة على وجودها مذكورة في كتاب "Tiangong Kaiwu".[112] وقد عُثِرَ على عدد من العملات النقدية المتبقية من أواخر عهد أسرة مينغ تحتوي على كميات معينة من مادة طلاء سوداء توجد في الأجزاء السفلى بين الحروف.[112] يُعتقد أن هذا الطلاء كان يجعل تصميم العملات يبدو أنظف وربما استُخدم لتحسين جمال العملات وكإجراء لمكافحة التزوير.[112] ولأن سبائك هواو تشي تشيان كانت مختلفة عن العملات غير المطلية المتداولة في ذلك الوقت، فقد يكون الطلاء قد خدم كطبقة حماية للعملة من التآكل.[112] خلال التداول، من المحتمل أن الطلاء على الأجزاء البارزة من العملة كان قد تعرض للتآكل.[112][115]

#### سلالة تشينغ
- غوانغبي تشيان (光背錢)، هو مصطلح من عهد أسرة تشينغ يشير إلى Shunzhi Tongbao (順治通寳) عملات كاش بدون نقوش على الخلف بما في ذلك عملات سلالة تشينغ.[116]
- يليتشيان (一厘錢، "عملة كاش واحدة")، يشار إليها باسم Zheyinqian (折銀錢، "عملات التحويل") من قبل علماء العملات الصينيين، [ا] هو مصطلح يستخدم للإشارة إلى عملات Shunzhi Tongbao النقدية المنتجة من عام 1653 والتي حَمَلَت نقش "一厘" على اليسار إلى الفتحة المركزية المربعة على جانبيها الخلفيين، يشير هذا النقش إلى أن القيمة الاسمية لعملة الكاش تعادل 0.001 تايل من الفضة (1 لي (釐 أو 厘، "كاش")، كوَزن).[116] وهذا يعني أن سعر الصرف الرسمي للحكومة حُدِّد على أنه zhé yín yì lí qián (折銀一厘錢)، وهو ما كان دليلاً على أن الفضة كانت ذات أهمية مستمرة كعملة حسابية.[116] كما قام بعض حكام أسرة مينغ الجنوبية بإنتاج عملات كاش مماثلة تحمل هذا النقش الخلفي.[116]
- شياو تشيان (小錢، "عملة كاش صغيرة") أو تشينج تشيان (輕錢)، هو مصطلح من عصر أسرة تشينغ يشير إلى عملات الكاش خفيفة الوزن التي أُنشِئَت منذ عام 1702 والتي كان وزنها 0.7 تشيان، وقد اختفت كل هذه العملات من التداول في منتصف القرن التاسع عشر. القرن الثامن عشر.[116]
- تشير كلمة زونغتشيان (重錢، "الكاش كامل الوزن" أو "النقد الثقيل") إلى عملات الكاش المنتجة منذ عام 1702 بوزن 1.4 تشيان وكانت1⁄1000 من تايل الفضة.[116]
- هوانغ تشيان (黃錢، "الكاش الأصفر")، وهو مصطلح يستخدم للإشارة إلى عملات الكاش في عصر أسرة تشينغ المبكر والتي لم تحتوي على أي قصدير.[116]
- تشينغ تشيان (青錢، "الكاش الأخضر")، هو مصطلح يستخدم للإشارة إلى عملات الكاش من عصر أسرة تشينغ التي أُنتِجَت منذ عام 1740 حيث أُضيف 2٪ من القصدير إلى السبائك، ومع ذلك، على الرغم من تسميتها "النقد الأخضر" إلا أنها بدت غير قابلة للتمييز عن "الكاش الأصفر".[116]
- داكيان (大錢، "أموال كثيرة")، عملات نقدية بقيمة اسمية تبلغ 4 ون أو أكثر. اُستُخدِمَ هذا المصطلح في عهد أسرة تشينغ منذ فترة شيان فنج فصاعدا.

### وحدات الحساب
- كاش (文)، اسميًا، عملة كاش واحدة.
- دياو (吊)، سلسلة من 100 أو 500 عملة كاش. [79]
- تشوان (串)، سلسلة من 1000 عملة كاش. [79]
- تشير كلمة تشانغ تشيان (長錢) إلى نظام عملة الكاش المنتظم المستخدم في جميع أنحاء الصين حيث تشكل 1000 عملة كاش سلسلة واحدة (串).[94]
- دونغتشيان (東錢، "الكاش الشرقي")، هو سعر الصرف المستخدم للعملات النقدية في مقاطعة فنغتيان، حيث تتكون السلسلة من 160 عملة كاش فقط.
- جينغكيان (京錢، "الكاش الحضري") أو تشونغكيان (中錢)، [117] وهو سعر الصرف المستخدم في العاصمة بكين، يسمح نظام جينجكيان بسداد دين اسمي بقيمة 2 وين (文) باستخدام عملة كاش مادية واحدة فقط بدلاً من اثنتين، في هذا النظام تتطلب سلسلة من عملات كاش بكين (吊) 500 عملة كاش فقط على عكس غالبية الصين التي تستخدم 1000 عملة كاش لسلسلة (串).[118]
- كوبينغ تشيان (庫平錢)، يشير إلى وحدة كانت جزءًا من التوحيد الرسمي للنظام النقدي الصيني خلال أواخر فترة تشينغ من قبل الخزانة الإمبراطورية لإنشاء نظام عشري حيث كان 1 كوبينغ تشيان 1⁄1000 من كوبينج تايل.

## أنظر أيضاً
- التاريخ الاقتصادي للصين (قبل عام 1911)
- التاريخ الاقتصادي للصين (1912-1949)

### العملات المعتمدة على النقد الصيني
- مون ياباني (عملة)
- المون الكوري